# Luciano Romagnoli
Luciano Romagnoli (Argenta, 9 marzo 1924 – Roma, 19 febbraio 1966) è stato un politico, partigiano e sindacalista italiano.

## Biografia
Attivo fin da giovanissimo nella Resistenza in Emilia-Romagna come militante dell'organizzazione clandestina del Partito comunista italiano, dopo la fine della guerra fu a capo della sezione di Bologna e dell'Italia del Nord del Fronte della gioventù per l'indipendenza nazionale e per la libertà. Nel 1948 fu eletto segretario generale della neocostituita Federazione Nazionale Braccianti (organizzazione della CGIL poi divenuta Federazione lavoratori dell'agro-industria) e successivamente entrò nella segreteria nazionale della CGIL. Nel PCI fu membro del Comitato centrale, della Direzione e responsabile della Sezione Stampa e Propaganda; fu eletto deputato nella III e IV legislatura, restando in carica dal 1958 al 1966, anno della sua morte in carica. Il suo posto alla Camera venne ricoperto dal primo dei non eletti, il compagno di partito Teodoro Bigi.

## Opere principali
- Scritti e discorsi, a cura di Lionello Bignami, prefazione di Vittorio Foa, Roma, Editrice sindacale italiana, 1968